# Natt och Dag
För andra betydelser, se Natt och dag.
Natt och Dag är en svensk uradlig ätt från Östergötland.  Den adliga ätten nummer 13, enligt Riksarkivet känd från 1280, utgör den äldsta nu levande svenska, adliga ätten.

## Namnet
Namnet Natt och Dag anspelar på kontrastskillnaden mellan det blå och det gyllene fältet i vapenskölden. Genealogen Rasmus Ludvigsson kallade ätten på 1500-talet Dag och natt. I en uppräkning över släkter hos Riddarhuset 1632 kallas den slächten som föhra Natt och Dagh.[källa behövs] Det är dock först i början av 1700-talet som medlemmarna själva börjar skriva sig Natt och Dag. Fram till dess använde de patronymika.
Den 31 december 2022 var 134 personer med efternamnet Natt och Dag folkbokförda i Sverige.

## Stamfader
Marsken och riksrådet Erengisle Näskonungsson och hans bror Karl Näskonungsson har i äldre litteratur angetts vara söner till den 1281 omtalade riddaren Näskonung Bengtsson och tillhörde då troligen en äldre gren av ätten Natt och Dag. Liksom sin bror förde han ett vapen med en delad sköld liknande ätten Natt och Dag.[källa behövs]
Släktens äldste kände stamfader var, Nils Sigridsson, riddaren, riksrådet och lagmannen i Värend (dominus Nicholao Sigridæson, död tidigast 1299), känd sedan 11 maj 1280, när han erhåller gården Ringshult i Torpa socken (nuvarande Liljeholmen i Blåviks socken, Östergötland). Nils Sigridsson var släkt med lagmannen i Tiohärad, Folke Karlsson (Lejonbalk) och övertog detta ämbete från honom efter 1285. Sitt testamente gjorde han den 16 juli 1299 och förordnade då att han skulle begravas i Askeby kloster bredvid sin maka.[källa behövs]

## Historik

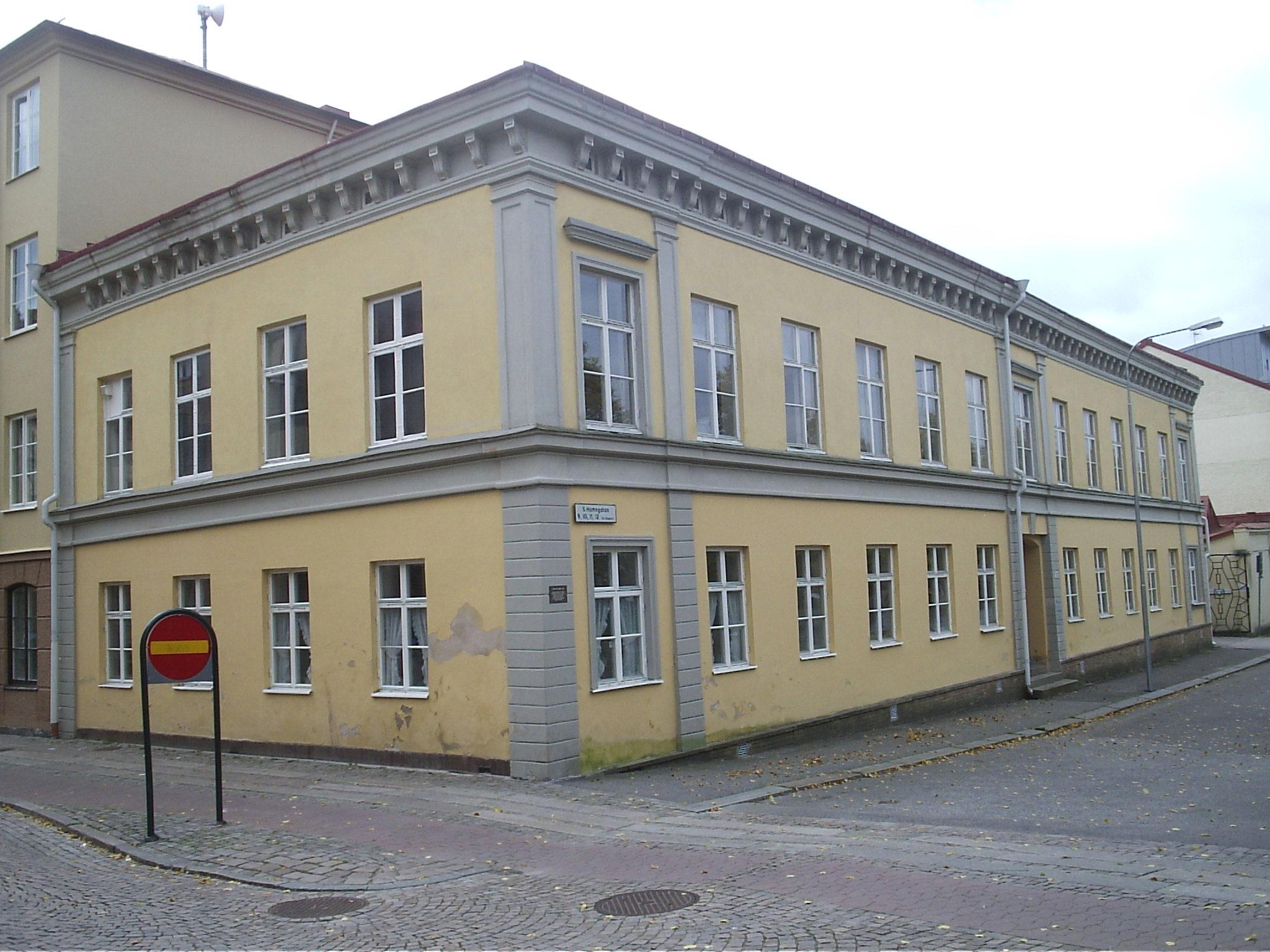
Natt och Dags hus i Uddevalla

Från dennes sonsons sonsons son, riksrådet, riddaren och lagmannen i Närke, Magnus Bengtsson (död mellan 1473 och 1477) härstammar den nu kända ätten.[källa behövs]
Den introducerades på Riddarhuset 1625.
I början av 1500-talet präglades svenska mynt med ätten Natt och Dags vapen, med anledning av att medlemmar av släkten var riksföreståndare.[källa behövs] Flera av ättemedlemmarna förekommer också i händelserna som utspelade sig kring Engelbrektsupproret där Måns Bengtsson ska ha huggit ihjäl Engelbrekt Engelbrektsson.
Ätten var länge betydelsefull vid området Njudung i Småland där den residerade på slotten Eksjöhovgård, strax utanför nuvarande Sävsjö. Natt och Dags betydelse för området återspeglas i Sävsjö kommuns vapen. Ättens vapensköld utgör där botten på vilken en bild av Eksjöhovgård finns återspeglat.[källa behövs]

## Spekulation
Gabriel Anrep, en släktforskare på 1800-talet, spekulerade:[källa behövs]
"... att denna ätt skulle härstamma från Sigtrygg, en rik man, hvilken, enligt Sturlesson, vid år 1030 bodde i Nerike samt herrbergerade öfver vintern Norska Konungen Olof Haralsson den Helige, och att Sigtryggs son Ivar sedan blifvit en förnäm man, kan vara troligt men saknar bevis."

## Förgreningar

### Friherrliga ätten Natt och Dag
Den nu utdöda friherrliga ätten hade nummer 23 i Riddarhuset. med Åke Axelsson Natt och Dag som dess förste friherre. Denna friherrliga ätt utslocknade med Carl Axelsson (Natt och Dag) 1647–1664, student vid Uppsala universitet .
En annan friherrlig ätt från släkten, Sture nr 187, är likaså utslocknad.[källa behövs]

### USA
Den i USA bosatta släktgrenen skriver sig Dagg.

## Medlemmar i urval
- Nils Sigridsson (Natt och Dag), riddare, omtalad 1280–99
- Bo Nilsson (Natt och Dag) död efter 1322, lagman och riksråd
- Bo Bosson (Natt och Dag) död 1389–91, riksråd
- Märta Bosdotter (Natt och Dag), död 1414,[15] gift med Algot Månsson Sture, mor till riksrådet Anund Algotsson Sture
- Nils Bosson (Natt och Dag) till Åkerö, väpnare, död mellan 1433 och 1436
- Knut Bosson (Natt och Dag), död 1436, biskop i Linköping
- Sten Bosson (Natt och Dag), död 1411, riksråd
- Bengt Stensson (Natt och Dag), död 1450–1451, riddare och riksråd
- Magnus Bengtsson (Natt och Dag) död 1473–1477, riddare och riksråd, mördade Engelbrekt Engelbrektsson
- Birgitta Månsdotter (Natt och Dag)
- Johan Månsson (Natt och Dag) död 1520, riddare och riksråd.
- Måns Johansson (Natt och Dag) (1500–1555), riddare och riksråd
- Nils Månsson (Natt och Dag) (död 1554)
- Nils Nilsson (Natt och Dag) (1554–1613), hovmästare och häradshövding
- Ivar Nilsson (Natt och Dag) (1590–1651), ämbetsman och landshövding
- Nils Stensson (Natt och Dag), död 1439, marsk och riksråd
- Bo Stensson (Natt och Dag), död efter 1469
- Märta Bosdotter (Natt och Dag), gift med Peder Arvidsson Ribbing
- Nils Bosson (Sture), död 1494
- Svante Nilsson (Sture), död 1512, riksföreståndare
- Sten Sture den yngre, död 1520
- Åke Axelsson (Natt och Dag) (1594–1655), riksråd och lantmarskalk
- Barbro Åkesdotter (Natt och Dag) (död 1680), ägare till Åkeshovs slott 1655–1662
- Axel Turesson (Natt och Dag) (1621–1647), kammarherre och landshövding
- Carl Persson (Natt och Dag) (1628–1694/1695), godsherre
- Arfvid Ifvarsson (Natt och Dag) (1633–1683), ämbetsman
- Gustaf Persson (Natt och Dag) (1627–1688), kammarråd
- Christina Nilsdotter (Natt och Dag) (1580–1642), drottning Kristinas fostermor
- Otto Natt och Dag (1794–1865), militär och författare
- Axel Wilhelm Magnus Natt och Dag (1826–1900), militär och riksdagsman
- Svante Natt och Dag (1861–1906), sjömilitär, riksdagsman
- Åke Natt och Dag (1899–1969), ämbetsman, generaldirektör
- Åke Natt och Dag (direktör) (född 1951), direktör
- Niklas Natt och Dag (född 1979), författare